# فابيولا رويدا
فابيولا رويدا هي منافسة ألعاب القوى سويسرية، ولدت في 26 مارس 1963.

## وصلات خارجية
- فابيولا رويدا على موقع الاتحاد الدولي لألعاب القوى (الإنجليزية)
- فابيولا رويدا على موقع رابطة إحصائيات سباق الطريق (الإنجليزية)
- فابيولا رويدا على موقع الرابطة الدولية لركض المسار (الإنجليزية)